# Carlos Silva (sindicalista)
Carlos Manuel Simões da Silva (Lisboa, 1 de novembro de 1961) é um funcionário bancário português, que foi secretário-geral da União Geral de Trabalhadores (UGT) entre 2013 e 2022.

## Biografia
Carlos Silva é casado com Ana Maria Silva, de quem tem um filho. Está ligado ao associativismo e à militância política desde a adolescência e é visto como um “homem de convicções fortes, inteligente e determinado”.
É, desde março de 1988, funcionário da agência do Novo Banco no Avelar, e residente na aldeia de Campelo, no concelho de Figueiró dos Vinhos.
A 29 de junho de 2023, foi agraciado com o grau de Grã-Cruz da Ordem do Mérito.

### Atividade Sindical
Desde os anos 90 que Carlos Silva está envolvido em ações sindicais.  Destacam-se as seguintes atividades: 
- Secretário-Geral da UGT, entre 21/04/2013 e 24/04/2022[6]
- Vice-Presidente do CES (Conselho Económico e Social);
- Membro do Comité Económico e Social Europeu (CESE), desde 21/09/15, onde já desempenhou as funções de: Vice-presidente do Grupo II (trabalhadores) e atualmente integra o órgão executivo (Bureau) e preside ao Comité de Acompanhamento das Relações UE-América Latina;
- Membro do Conselho de Fundadores da Fundação Res Publica;
- Vice-Presidente da CPCS (Comissão Permanente de Concertação Social);
- Membro do Conselho Geral da Fundação INATEL;
- Membro do Conselho de Administração do IEFP;
- Membro do Conselho de Administração do CEFOSAP.

- Presidente da MAG/CG do SBC, desde 11/05/2015 até 11/04/2019;
- Secretário Geral da FEBASE - Federação do Setor Financeiro, desde 12/05/2010 até 31/06/2011;
- Membro do Comité Executivo Mundial da UNI – United Network International UNIGlobalUnion;
- Presidente da Direção do SBC desde 15/03/2007 até 11/05/2015
- Presidente da Mesa da Assembleia Geral do Fundo Social dos Trabalhadores do Banco Espírito Santo;
- Coordenador do Conselho Europeu de Empresa do Grupo Banco Espírito Santo, entre 2003 e 2007;
- Coordenador do Grupo Especial de Negociação para a criação do Conselho Europeu de Empresa do Grupo Banco Espírito Santo, entre 2001 e 2003;
- Membro da Comissão Nacional de Trabalhadores do Banco Espírito Santo, entre 1996 e 1998 e entre 2000 e 2003;
- Membro da Direção do Sindicato dos Bancários do Sul e Ilhas, entre 1997 e 2000.

### Atividade Política
O sindicalista português esteve desde cedo ligado à atividade política socialista, não obstante opõe-se, enquanto presidente da UGT ao governo do seu próprio partido. Destacam-se as seguintes:
- É Presidente da Assembleia Municipal de Figueiró dos Vinhos;
- É membro da Comissão Nacional e da Comissão Política Nacional do PS;
- É Presidente da Tendência Social Socialista da UGT e do PS.

- Foi Membro do Secretariado da Federação Distrital de Coimbra do PS;
- Foi Presidente da Assembleia de Freguesia de Campelo, entre 1997 e 2009;
- Foi Candidato a Deputado à Assembleia da República pelo Partido Socialista, pelo círculo eleitoral de Lisboa, em 1991;
- Foi Candidato à Vereação da Câmara Municipal de Loures pelo PS, em 1989;
- Foi Membro do Secretariado e Comissão Política Distrital de Lisboa do Partido Socialista, entre 1988 e 1992;
- Foi Secretário Nacional e Membro da Comissão Nacional da Juventude Socialista, entre 1990 e 1992;
- Foi Presidente da Distrital de Lisboa da Juventude Socialista, entre 1988 e 1992;

- Tem desempenhado diversas funções no Associativismo, desde 1976, quer em Sacavém onde residia, quer na atual residência em Figueiró dos Vinhos.